# Tomodachi Life
Tomodachi Life, conegut al Japó com a Tomodachi Collection: Shin Seikatsu, és un videojoc de simulació social desenvolupat per Nintendo SPD i publicat per Nintendo per a Nintendo 3DS. Els jugadors segueixen les interaccions del dia a dia dels seus personatges Mii, que viuen en una illa, mentre fan amics, tenen problemes i conversen amb el jugador. Tomodachi Life és la seqüela de Tomodachi Collection, un joc de Nintendo DS llançat només al Japó.
Va ser llançat al Japó l'abril de 2013, el juny de 2014 a Amèrica, Europa i Oceania i el juliol de 2014 a Corea. Amb més de 6,71 milions de còpies venudes a tot el món, és l'onzè joc 3DS més venut.
El joc va rebre crítiques diverses. Els usuaris van elogiar la seva jugabilitat i l'estil general, però van criticar els seus minijocs simplistes i la manca de control general de l'usuari. Amb més de 400 mil unitats venudes al Japó durant la setmana del llançament, el joc sol ser considerat un èxit. Tomodachi Life va introduir un nivell de personalització de Mii que es va ampliar en futurs jocs de Nintendo, com ara Miitopia i l'aplicació Miitomo.

## Gameplay
El joc comença amb el jugador anomenant la seva illa i creant o important-hi el seu Mii personal. Als personatges Mii se'ls assigna personalitats úniques en funció de les seleccions que el jugador fa per a les estadístiques del Mii, com ara la seva velocitat de caminar, la seva parla i la seva peculiaritat. Es demana al jugador que doni menjar al Mii semblant i un amic amb qui interactuar. Després, s'obre l'Ajuntament (Town Hall), donant accés per crear-ne més personatges Mii. Aquests poden realitzar diverses accions i es poden produir moltes interaccions entre ells, com ara l'amistat, el romanç, conflictes i altres esdeveniments socials. A mesura que el joc continua, el jugador desbloqueja més ubicacions, roba, aliments i altres coses amb què els personatges Mii poden interactuar.
En interactuar amb els illencs, resoldre els seus problemes i fer regals, el jugador rebrà diners en la moneda del joc, que varia segons els paràmetres del país de la consola.
L'acció a Tomodachi Life es desenvolupa en temps real i anima els jugadors a interactuar en diferents moments del dia per observar diferents interaccions amb els illencs. Amb el temps, els illencs interactuaran i desenvoluparan amistats entre ells a intervals aleatoris. Si dos illencs del gènere oposat i d'edat similar interactuen, un pot confessar el seu amor a l'altre, la qual cosa, amb èxit, els converteix en "parella" (special someone), cosa que pot permetre casar-se després de més interacció. Amb el temps, si hi ha una parella casada a l'illa, el jugador rebrà una trucada telefònica de la mare o del pare, informant-li que va tenir un nadó i permetent-li posar-hi un nom i editar-ne la cara. Després d'això, la parella casada pot demanar al jugador que cuidi el nen amb ells, començant un minijoc, canviant en funció de l'edat del nen. Finalment, el nen creixerà i al jugador se li presenten dues opcions: permetre que es mudi a un apartament o enviar-lo a través del StreetPass perquè aparegui a altres illes d'altres jugadors.

### Funcions locals i en línia
Mitjançant el StreetPass i el SpotPass, el jugador podia desbloquejar articles especials i transportar els illencs. Nintendo llançava articles gratuïts del SpotPass mensualment a tots els jugadors que el tinguessin activat, que es podrien comprar a la roba importada (Import Wear). El 16 de maig de 2016 es va publicar l'últim article d'importació i es va tancar el servei. A través del Streetpass, el jugador podia triar un element específic per exportar-lo als jugadors propers a la seva consola. Aquesta funció també es va utilitzar per transportar el fill d'una parella casada a altres illes com a viatger. Mitjançant el servei de compartició d'imatges de Nintendo 3DS, els jugadors podien compartir captures de pantalla fetes al joc a xarxes socials com Twitter o Facebook.